# Vounena
Vounena (griechisch Βούναινα (n. pl.)) ist ein Dorf der Gemeinde Kileler in der griechischen Region Thessalien.
Die Ortsgemeinschaft zählt 305 Einwohner (2011), die hauptsächlich von der Landwirtschaft lebt.
Vounena liegt zentral in der Region Thessalien etwa 25 km südwestlich der Stadt Larisa und 35 km nordöstlich von Karditsa auf einer Höhe von 169 Meter über dem Meeresspiegel.

## Verwaltungsgliederung
Nach dem Anschluss Thessaliens an Griechenland zählte das Dorf Tsiampaslar (Τσιαμπασλάρ) zunächst zur Präfektur Trikkala. Aufgrund seiner zentralen Lage in Thessalien und Änderungen im Zuschnitt der Verwaltungseinheiten wechselte es mehrfach die Zugehörigkeit zwischen den Präfekturen Trikkala und Karditsa. Die Umbenennung in Vounena erfolgte 1940, die Gründung als Landgemeinde (Κοινότητα Βουναίνων Kinótita Vounénon) 1947 und die Anerkennung von Ano Vounena als Siedlung der Landgemeinde 1961. Vounena kam 1974 schließlich zur damaligen Präfektur Larisa. Mit der Gemeindereform 1997 wurde Vounena mit sieben weiteren Landgemeinden zur Gemeinde Krannonas zusammengelegt. Diese ging im Zuge der Verwaltungsreform 2010 in der neu geschaffenen Gemeinde Kileler auf.

## Einwohnerentwicklung
| Name        | griechischer Name | Code       | 1920 | 1928 | 1940 | 1951 | 1961 | 1971 | 1981 | 1991 | 2001 | 2011 |
| ----------- | ----------------- | ---------- | ---- | ---- | ---- | ---- | ---- | ---- | ---- | ---- | ---- | ---- |
| Vounena     | Βούναινα          | 2204040301 | 035  | 394  | 278  | 627  | 381  | 309  | 330  | 302  | 345  | 252  |
| Ano Vounena | Άνω Βούναινα      | 2204040302 |      |      |      |      | 238  | 122  | 120  | 114  | 066  | 053  |
| Gesamt      | Gesamt            | 22040403   | -    | -    | -    | 627  | 619  | 431  | 450  | 416  | 411  | 305  |

## Sehenswürdigkeiten
Etwas abseits des Klosters Agios Nikolaos o Neos (Άγιος Νικόλαος ο Νέος) steht eine kleine Kapelle mit Brunnen und einem Baumstumpf, sie kennzeichnet den genauen Ort des Martyriums des Heiligen Nikolaos. Hier wurde er gefoltert und hingerichtet. An jedem 9. Mai, dem Todestag des Heiligen Nikolaos, passiert ein kleines Wunder: Einige Bäume beginnen, eine rote Flüssigkeit abzusondern, das wie Blut aussieht.  Die Einheimischen erklären dieses Ereignis, mit dem vergossenen Blut des heiligen Nikolaos, der für den christlichen Glauben sein Leben hingab.